# Диоклецианови гонения
Диоклециановите гонения са последните и най-строги преследвания срещу християните в Римската империя.
През 303 година императорите Диоклециан, Максимиан, Галерий и Констанций издават поредица едикти, ограничаващи правата на християните и изискващи те да се придържат към традиционните религиозни практики. Следващи едикти са насочени срещу духовенството и изискват всички жители на империята да принасят жертви на боговете.
Гоненията имат различна интензивност в различните части на империята — най-слаби са в Галия и Британия, където е приложен само първият едикт, а са най-силни в източните провинции. През следващите години законите срещу християните постепенно са отменени от различни императори, но по традиция за край на гоненията се приема издаденият от Константин и Лициний Медиолански едикт от 313 година.